# منتخب المكسيك تحت 18 سنة لهوكي الجليد للسيدات
منتخب المكسيك تحت 18 سنة لهوكي الجليد للسيدات هو ممثل المكسيك الرسمي في المنافسات الدولية في هوكي الجليد في فئة هوكي الجليد للسيدات ‏ تحت 18 سنة.